# Municipio de Manchester (condado de Adams)
El municipio de Manchester (en inglés: Manchester Township) es un municipio ubicado en el condado de Adams en el estado estadounidense de Ohio. En el año 2010 tenía una población de 2052 habitantes y una densidad poblacional de 327,52 personas por km².

## Geografía
El municipio de Manchester se encuentra ubicado en las coordenadas 38°41′42″N 83°35′53″O / 38.69500, -83.59806. Según la Oficina del Censo de los Estados Unidos, el municipio tiene una superficie total de 6.27 km², de la cual 6,22 km² corresponden a tierra firme y (0,74 %) 0,05 km² es agua.

## Demografía
Según el censo de 2010, había 2052 personas residiendo en el municipio de Manchester. La densidad de población era de 327,52 hab./km². De los 2052 habitantes, el municipio de Manchester estaba compuesto por el 96,2 % blancos, el 0,19 % eran afroamericanos, el 0,49 % eran amerindios, el 0,1 % eran asiáticos, el 0,68 % eran de otras razas y el 2,34 % eran de una mezcla de razas. Del total de la población el 1,66 % eran hispanos o latinos de cualquier raza.